# 37 mm armata przeciwlotnicza wz. 1939 (61-K)
37 mm armata przeciwlotnicza wz. 1939 (61-K) (ros. 37-мм автоматическая зенитная пушка образца 1939 года, 61-К) – radziecka holowana armata przeciwlotnicza.
Armatę przeciwlotniczą wz. 1939 skonstruował zespół kierowany przez Michaiła Łoginowa. Była to armata automatyczna, której automatyka działała na zasadzie krótkiego odrzutu lufy. Zamek klinowy, o pionowym ruchu klina; zasilanie z pięcionabojowych łódek. Armata była wyposażona w hydrauliczny opornik i sprężynowy powrotnik. Armata była holowana na czterech kołach, w pozycji bojowej spoczywała na czterech podnośnikach. Istniała możliwość prowadzenia ognia podczas marszu. Mogła być wyposażona w stalową tarczę ochronną. Czas przejścia z położenia marszowego w bojowe wynosił 25–30 s.
Działo 61-K stało się podstawą do opracowania morskich dział przeciwlotniczych 70-K i W-11-M. Opracowano także wersję samobieżna oznaczoną jako ZSU-37, a niektóre zespoły działa 61-K zostały wykorzystane przy projektowaniu podwójnie sprzężonej 25 mm armaty plot wz. 1944 (94-KM).

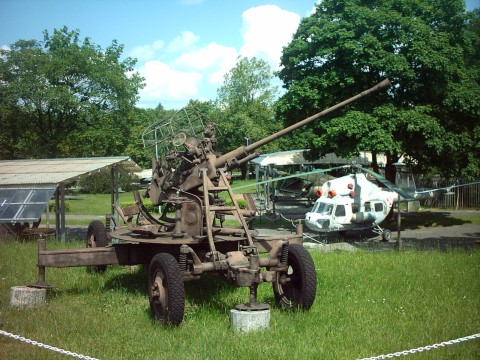
Armata przeciwlotnicza wz. 1939

| Produkcja dział 61-K |      |      |      |      |      |      |      |        |
| Rok                  | 1939 | 1940 | 1941 | 1942 | 1943 | 1944 | 1945 | Razem  |
| Wyprodukowano, szt.  | 15   | 691  | 2200 | 3896 | 5477 | 5998 | 1545 | 19 822 |

## W muzeach
- Muzeum Militariów Atena w Skwierzynie
- Muzeum Ziemi Otwockiej w Otwocku
- Muzeum Historyczne – Pałac w Dukli
- Lubuskie Muzeum Wojskowe w Drzonowie